# Diga di Runcahez
La diga di Runcahez è una diga a gravità situata in Svizzera, nel Canton Grigioni, nel comune di Sumvitg.

## Descrizione
Inaugurata nel 1961, ha un'altezza di 33 metri e il coronamento è lungo 182 metri. Il volume della diga è di 33.000 metri cubi.
Il lago creato dallo sbarramento ha un volume massimo di 0,48 milioni di metri cubi, una lunghezza di 500 m e un'altitudine massima di 1277 m s.l.m. Lo sfioratore ha una capacità di 280 metri cubi al secondo.
Le acque del lago vengono sfruttate dall'azienda Ovra Electrica Rein Anteriur.